# Giroussens
Giroussens is een gemeente in het Franse departement Tarn (regio Occitanie) en telt 1213 inwoners (2006). De plaats maakt deel uit van het arrondissement Castres.
Giroussens kreeg het toeristisch label Ville et Métiers d'Art. Bezienswaardigheden zijn:
- Centre de la Céramique Contemporaine de Giroussens: museum rond moderne keramiek
- Église Saint-Salvy: de kerk werd aan het einde van de 13e eeuw gebouwd in gotische stijl vanuit de Abdij Saint-Salvy in Albi. Nadat de kerk in 1562 door protestanten in brand was gestoken werd ze herbouwd aan het einde van de 16e eeuw. Enkel het portaal van de kerk is nog 13e-eeuws. De kerk is beschermd als monument historique.[2]

## Geschiedenis
Er zijn sporen van bewoning gevonden op het grondgebied van de gemeente uit de Gallische tijd, de Gallo-Romeinse tijd en de vroege middeleeuwen.
Giroussens was in de 11e eeuw een versterkt dorp op de toegangsweg naar het kasteel van Pech Mascou. Beide hingen af van de burggraven van Albi. In de 13e eeuw herstichtte Amalric de Lautrec de plaats als bastide door aan de bewoners verschillende privilegies toe te kennen. De inwoners van Giroussens kregen een bestuur van verkozen consuls, alsook vis-, jacht- en sprokkelrecht. Tijdens de Hugenotenoorlogen werden de kerk en de versterkte bastide vernield.
Vanaf de 16e eeuw ontwikkelde zich een aardewerknijverheid in Giroussens. Van een dertigtal pottenbakkers in de 16e eeuw, steeg hun aantal tot meer dan honderd in de 17e en 18e eeuw. Deze nijverheid bracht welvaart naar het dorp. Maar in de 18e eeuw daalde de vraag naar het aardewerk van Giroussens en in de 19e eeuw verdween deze industrietak volledig in de gemeente.

## Geografie
De oppervlakte van Giroussens bedraagt 42,0 km², de bevolkingsdichtheid is 24,8 inwoners per km². Het oude dorpscentrum ligt op een hoogte boven de Agout, die de zuidwestelijke grens van de gemeente vormt. Het noorden van de gemeente is bebost.

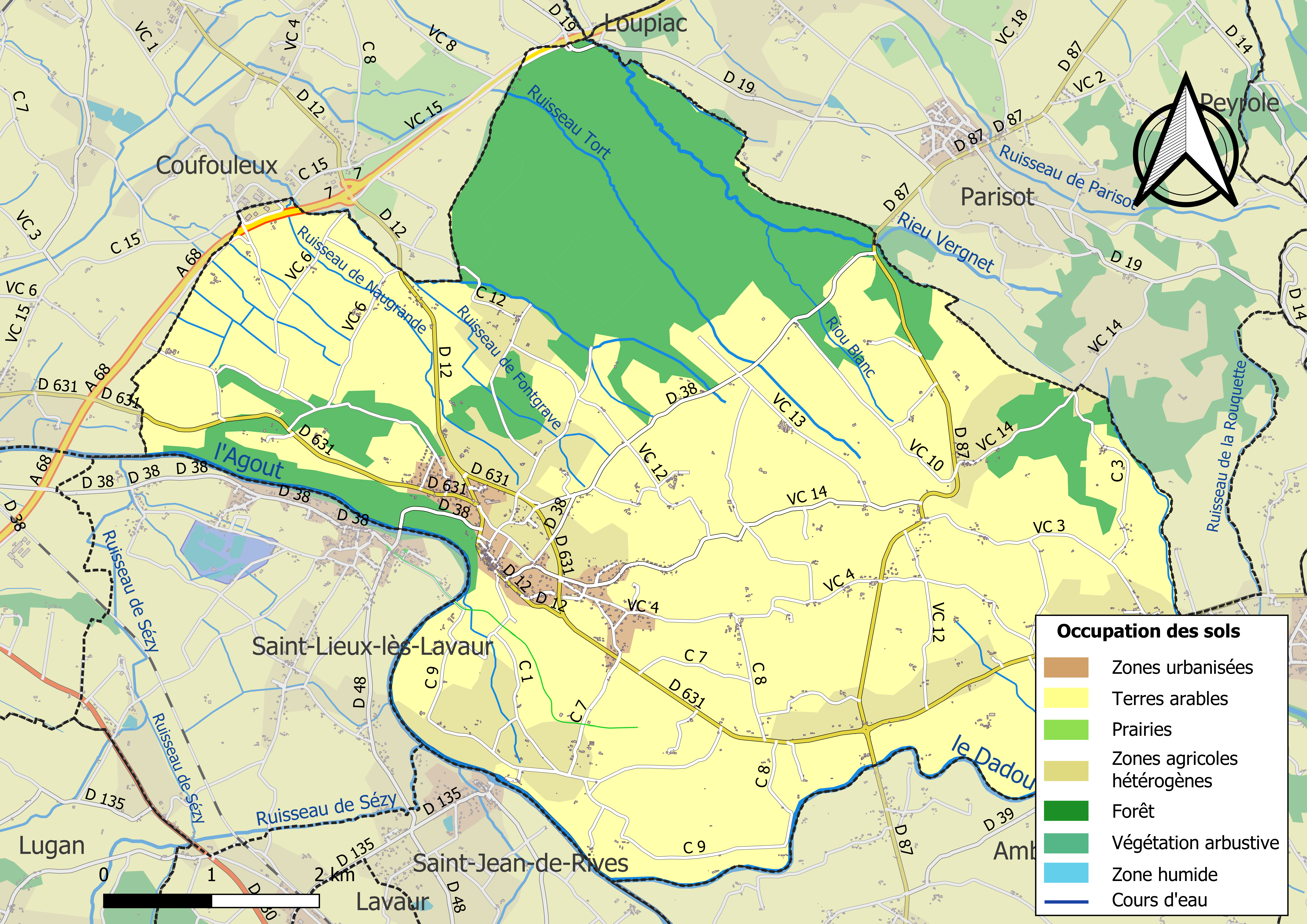
Kaart van de gemeente met de belangrijkste infrastructuur, bodemgebruik en omliggende gemeenten

## Demografie
Onderstaande figuur toont het verloop van het inwonertal (bron: INSEE-tellingen).